# Општине у Грчкој
Општине у Грчкој су најмање административне јединице у земљи. Република Грчка је 2011. године добила ново устројство државе према Каликратисовом плану, које је подељено на три нивоа. Држава је подељена на 7 децентрализованих управа, 13 периферија и 325 општина.
Осетно је смањен број општина (грч. δήμοι), за 3 пута (са 1.033 на 325), спајањем пар општина и заједница према пређашњем плану, док су неке веће општине задржане у претходном облику. Општинама руководи начелник општине и општинско веће, бирани на изборима сваке пете године. Општине се даље деле на међумесне заједнице (које уствари представљају старе општине), а потом на насеља (месне заједнице). Мада ће насеља имати своја већа, она ће бити чисто саветодавног облика. Од битнијих надлежности општина могу се набројати: сигурност (полиција и ватрогасна служба, цивилна заштита), домови здравља и обданишта, стање и опремљеност школа, приступачно становање, месно планирање, културна делатност месног значаја, јавно зеленило, инфраструктура општинског значаја, питање одношења смећа и стања вода, наводњавање, гробља, пољопривреда, трговина, туризам. Централна влада надгледа рад локалних институција. Држава је дужна да обезбеди средства за реализацију мандата руководства општина и заједница.